# Ray Letellier
Pour les articles homonymes, voir Letellier.
Ray Letellier, pseudonyme de Raymond René Letellier, né à Paris le 30 avril 1921 et mort à Dax le 6 avril 2009, est un peintre français.

## Biographie
Ray Letellier est d'abord l'élève d'Émile Othon Friesz avant d'entrer en 1944 dans l'atelier d'Eugène Narbonne à l'École nationale supérieure des beaux-arts de Paris. Il travaille ensuite chez le peintre belge Camille Lambert à Juvisy-sur-Orge et commence à exposer dans les salons parisiens en 1946, année de son mariage dans la capitale avec Paulette, elle aussi native de Paris.
Jusqu'à la décennie 1960 (soit sa période parisienne), l'œuvre de Ray Letellier se range dans la figuration classique : des portraits familiaux (Ma femme endormie, 1952, ou Ma fille Sylvie, 1961), des natures mortes (La petite assiette, 1950, ou Nature morte aux litres, 1959), des paysages qui permettent de reconstituer ses villégiatures sur la Côte d'Azur (Saint-Paul-de-Vence, 1955), en Bretagne (Saint-Briac, 1958), en Bourgogne (Pierreclos - Saône-et-Loire - dans les vignes, 1960), en Indre-et-Loire (En Touraine, 1961), d'autres tableaux non datés annonçant son attirance pour la côte atlantique (Saint-Gilles-Croix-de-Vie et Saint-Martin-de-Brem en Vendée, La Tour des quatre sergents à La Rochelle).
En 1967, il quitte Paris pour s'installer à Mérignac. Membre de la Société des artistes indépendants d'Aquitaine, sociétaire de la Biennale de Mérignac et participant aux expositions de l'une et de l'autre à partir de 1968, il s'y lie d'amitié avec Roger Montané (1916-2002), Joseph Laulié, Jean Hugon, Claude Lasserre (1921-2012), Charles-Robert Vallet et Pierre Cizos-Natou. Venant habiter Saint-Paul-lès-Dax en 1981, une collaboration durable se noue avec la galerie Courant d'art à Moliets, dont il sera artiste permanent pendant 25 ans.
Ray Letellier exprime son admiration de quelques peintres au travers de tableaux-hommages qu'il leur à dédiés : un Hommage à Toulouse-Lautrec en 1978, un Hommage à Goya en 1985, un Hommage à Villon en 1994, un Hommage à Dufy en 2000, cette suite de quatre tableaux portant témoignage du glissement de l'artiste depuis la figuration jusqu'aux frontières d'une abstraction où se côtoient de sereines monochromies vertes, roses ou bleues, de lumineuses verticales camaïeutiques et de virulentes explosions chromatiques. La perception du réel n'est cependant chez lui jamais occultée, même lorsqu'au final, pour citer le titre d'une autre toile peinte en mars 2000, elle n'est plus que Suggestion de visages, de corps, d'espaces, d'architectures où peuvent se discerner une conviviale Table au jardin chargée de bouteilles et de fruits, un intérieur d'église peuplé de Choristes, les vieilles rues d'Antibes, les amarrages de bateaux au Cap d'Agde ou une corrida dans les arènes de Saragosse célébrée en Fête de la mort. « Il a su se situer en dehors des modes et faire œuvre originale tout en restant dans la grande tradition de l'art du XXe siècle ».
Ray Letellier fut sociétaire du Salon d'automne depuis 1978 et de la Société nationale des beaux-arts depuis 1981.

## Expositions
Personnelles
- Château Lascombes, Margaux, 1982.
- Église de Gaas (Landes), 1984.
- Galerie Leda, Bordeaux, 1986.
- Hommage à Goya, AGF Bordeaux et ville de Saragosse (Espagne), 1990.
- Rétrospective Ray Letellier, ville de Dax, 1992.
- Mairie de Canéjan, 1997.
- Hôtel Calicéo, Saint-Paul-lès-Dax, 2000.
- Rétrospective Ray Letellier, la Grange de Christus, Saint-Paul-lès-Dax, 2006.

Collectives
- Salon de l'art libre, Paris, 1946.
- Musée Galliera, Paris, 1946.
- Salon des arts et lettres d'Athis-Mons, 1946.
- Biennale internationale de Juvisy, 1966.
- Salon des indépendants bordelais, Bordeaux, 1968.
- Biennale de Mérignac, 1968, 1971.
- ORTF, Bordeaux, 1972.
- Salon international Paris-Sud, 1974, 1975.
- Musée de la Sarre, Sarrebruck, 1976.
- Musée de Bilbao, 1976.
- Thomson-CSF, Cholet, 1977, 1980.
- Salon d'automne, Paris, à partir de 1978.
- Musée d'art et d'architecture de Soulac sur-Mer (Fondation Soulac Médoc), 1980, 1999, 2000.
- Salon de la Société nationale des beaux-arts, Grand Palais (Paris), 1981.
- Salon des peintres de l'École de Bordeaux, 1981.
- Peintres de l'École de Bordeaux, parc de Saint-Vrain, 1981.
- Salon des artistes français, Paris, 1982.
- Salon des artistes méridionaux, École supérieure des beaux-arts de Toulouse, 1982.
- Jubilé des arts, Ancien Doyenné de Saint-Émilion, 1982.
- Musée des Ursulines de Mâcon, 1982.
- Salon de Fréjus, 1982.
- Monuments et arts de France, Séoul, 1982.
- Salon de Baugé, 1983.
- Semaine de l'Europe, Logroño, 1990.
- Salon Septemvir, galerie des beaux-arts, Bordeaux, 1990, 1997.
- Exposition des commissaires de la Biennale de Mérignac, Fondation Charles-Cante, Vieille-église Saint-Vincent, Mérignac, 1992.
- Ville de Pessac, janvier 1995.
- Exposition Aquitaine-Provence, Castres-Gironde, 1997 (Ray Letellier, invité d'honneur).
- Le rêve et l'art, salle capitulaire, Bordeaux, 1999.
- Mairie du 18e arrondissement de Paris, 1999.
- Peinture d'abord, ville de Dax, 2001.
- Salon d'automne, Galleria Agostiniana, piazza del Popolo (Rome), 2003.
- Couleurs du temps, Fondation Charles-Cante, Vieille-église Saint-Vincent, Mérignac, 2005.
- Galerie Courant d'art, Moliets, mai-juin 2010[9].

## Réception critique
- « Ray Letellier célébrait le mystère, la beauté et l'infinie grandeur dans une sorte de méditation. » - Gérard Benquet[9].
- « Quand je peins, je ne vois pas le temps qu'il fait, ni le temps qui passe. C'est ce que me confiait un jour mon ami Letellier et je crois que ces propos résument parfaitement cette activité à la fois dévorante et magnifique que l'on nomme PEINTURE. Mais se désintéresser de l'horloge et de la météo ne veut pas dire être indifférent ou aveugle, bien au contraire. Letellier, plus que tout autre, a les yeux ouverts sur ce qui l'environne, avec à la fois cette acuité du regard, cette imagination, parfois cette fougue où se reconnaissent les véritables créateurs. On sait bien qu'une peinture n'est pas l'image passive de la réalité, mais une construction subjective […] Évidemment, c'est à partir des choses vues ou ressenties que Letellier bâtit son œuvre dans laquelle les couleurs vont s'exalter et les formes se soumettre à son interprétation. Mais on devine très vite que les thèmes choisis ne sont que prétextes. Prétexte à faire chanter un bleu accompagné de toutes ses harmoniques, un rouge ou un vert qui ont pour mission d'éclater et de diriger le regard vers un lieu privilégié. Souvent, un graphisme vigoureux soulignera un rythme et donnera à la fois présence et allégresse à cette peinture qui reste au-delà des ismes. Cubisme? Fauvisme? Tachisme? allons donc. Nous sommes en présence, avent tout, d'un fait pictural, qu'il prenne pour sujet un paysage ou une nature morte… Horrible terme que Letellier  a bien le droit de contester car pour lui la nature n'est jamais morte. Elle est au contraire un terrain inépuisable d'inspiration qui va lui permettre tantôt de donner libre cours à son enthousiasme, tantôt de nous confier ses émotions secrètes. » - Claude Lasserre[10].

## Récompenses et distinctions
- Prix du Salon interallié, hôtel George-V, Paris, 1945.
- Médaille d'or de la excma diputación, Saragosse, 1974.
- Médaille d'argent de la Ville de Saragosse.
- Médaille d'honneur (1974), puis médaille de bronze (1975) au Salon international Paris-Sud.
- Diplôme du mérite de l'Académie Léonard de Vinci, Rome, 1990.
- Membre de l'Académie internationale Greci-Marino, Vinzaglio, 1996.

## Œuvres dans les collections publiques
- Bordeaux, C.H.R. Aquitaine.
- Charnay-lès-Mâcon, mairie.
- Mérignac :
  - Fondation Charles-Cante (vieille église Saint-Vincent).
  - Aéroport de Bordeaux-Mérignac.
- Tramayes, hôpital Corsin, .
- Villeneuve-sur-Lot, musée de Gajac.